# Kossuth Lajos utca (Debrecen)
A Kossuth utca Debrecen egyik utcája.
A mai Kossuth utcát egykor Nagy Cegléd utcának hívták (a név a cegle, „sárgafűzfa” nevéből ered; a cegléd füzes helyet jelent). Az 1860-as évekig a hat fő-, vagy ahogy régen mondták: derékutca egyike volt. A Méliusz térig (korábban: Dohánypiac) tartott; 1892-ben, Kossuth Lajos halála (1894) előtt nevezték el Kossuth utcának. Az 1811. évi tűzvész alaposan átrendezte az utcát. Több kereskedőház leégett.
Kossuth utca 8 – Technika Háza
1909-ben épült Stégmüller Árpád építész és téglagyáros tervei alapján, szecessziós stílusban. 1961-óta itt székel a Műszaki és Természettudományi Egyesületek Szövetsége is. 1993-ban emléktáblával avattak a falán az 1956. október 23-i debreceni sortűz áldozatainak emlékére.
Kossuth utca 10 – Csokonai Színház
A debreceni színházi élet a puritán kálvinista városba nehezen illeszkedett be. 1795-től színtársulatok látogatnak a városba. 1825-ben a Kossuth utca sarkán álló Varga-színben játszottak, 1835-ben ez már hasznavehetetlen volt, a város eladta. Az előadásokat a következő 25 évben a Harmincad utcai magtárból átalakított színházban folytak. 1857-ben gróf Dégenfeld debreceni birtokos 5000 forintot adományozott a színház építésének, 1853-ban felkérték Ybl Miklóst a tervek készítésére. 1861-re meghívták Szkalnitzky Antalt is, erre Ybl visszalépett. 1861-1865 között a város a féltett közlegelőiből is kénytelen volt eladni.
1865. október 7-én került sor a színház ünnepélyes megnyitására. A színházat Szkalnitzky Antal az éledező romantikus stílusban tervezte meg. Homlokzata hármas tagozódású. A bejárati rész előtt háromíves kocsibehajtó ugrik előre, alatta nyílnak az előtérbe vezető ajtók.
Az épület homlokzatán a stilizált mór-bizánci díszítmények mellett a Lánchíd oroszlánjait készítő Marschalkó János két allegorikus nőalakját és hat költőszobrát helyezték el. A szobrok azonban 1956-ban már annyira sérültek voltak, hogy az oromzatról el kellett távolítani Melpomené, a tragédia, és Terpszikhoré, a tánc múzsájának szobrát, melyeket 1960-ban Antal József illetve Boldogfalvi Farkas Sándor szobrászok megformálásában helyeztek vissza az oromzatra.
1962-ben a kőfülkében üllő szobrokat is ki kellett cserélni. A jobb oldalon: Szabó Iván Petőfi-szobra, Dabóczy Mihály Kölcsey-szobra, Soproni Stöckrer Károly Kisfaludy-szobra; balra Várady Sándor Csokonai-szobra, Ungvári Lajos Kazinczy-szobra, Komotsay István Vörösmarty-szobra látható. Este gyönyörködhetünk a díszkivilágításában.
Kossuth utca 12-14 – Pénzügyi Palota
Itt állt egykor Komáromi Csipkés György főbíró háza, melyben a szatmári békét előkészítő tárgyalások folytak 1711-ben. Helyén a Pénzügyi Palota áll, melyet 1911-12-ben építettek Bobula János tervei szerint. Közigazgatási intézményként használták. Az archaizáló épület tömegében is jól illeszkedik a mellette levő színházhoz. Homlokzatát a II. emeleti ablakok felett domborművek díszítik, a búzatábla előtt álló, kaszát tartó, zsákot hordó, állatot vezető, üllőt és kalapácsot fogó fiúalakok a munka erejét hirdetik.
Előcsarnokában a régi Komáromi-féle házról lekerült, Tóth András készítette reliefekkel díszített fekete márványtábla emlékeztet a szatmári békekötés tárgyalására. Ugyancsak emléktábla örökíti meg, hogy itt volt a székhelye 1944-45 telén az első független magyar kormánynak.
Kossuth utca 18 – Balogh Péter-ház
Debrecen legszebb műemlék lakóépülete. A 18. században épült házat 1829-ben Litsman József alakította át copf stílusúra. A ház külső homlokzatán, az emeleti ablakok felett finom indás frízek futnak. Az udvari szárny oldalán az ívek fölött négy reliefen mitológiai alakok vannak megmintázva, a kőben szegény Debrecenben ritka, értékes reliktumok. A ház Kazay Sámuel gyógyszerészé és Balogh Péter kereskedőé volt.
Kossuth utca 20 – Rendőrségi Palota
A szecessziós épület 1914-ben készült el, Borsos József tervei szerint. Három, utcára néző homlokzatán az ablakkereteket mázas, vásárhelyi kerámia burkolja. A pártaszerű tetőzete alól kiugró ereszeket élénk színű majolikadíszek borítják. A fő fronton a bodrogkeresztúri kőből faragott díszkapu felett, a debreceni címer látható.
Kossuth utca 35 – Dóczy Gimnázium
A nyerstégla burkolatú Verestemplom hatását mutatja. 1925-ben épült Nagy Károly tervei alapján, eredetileg a Dóczy Leánygimnázium számára.
1952-2000 között a Kossuth Gimnázium otthona és gyakorlóiskola az egyetemnek. Az iskola folyosóján Berky Nándor bronz- és terrakotta reliefjeivel találkozhatunk, melyek Kossuth Lajost, Kossuth Zsuzsannát és Arany Jánost ábrázolják.
Tankcsata-emlékmű
A térré öblösödő utcán egykor gondozott park volt, itt állt az 1944-es debreceni tankcsata emlékműve, melyet 1970-ben elkészült nagyszabású plasztikában formáztak meg. A haraszti mészkőből készült emlékmű 18 táblából kiképzett felületét Pátzay Pál domborművei díszítik. Az 1990-es években eltávolították.
Kossuth utca 51 – Irinyi-ház
E házban lakott 1872-1892 között a foszforos gyufa feltalálója, Irinyi József. A falon emléktábla emlékezik meg Irinyiről.